# لزلی آدکویا
لزلی آدکویا (انگلیسی: Leslie Adekoya؛ زادهٔ ۱۸ آوریل ۲۰۰۴) بازیکن فوتبال اهل جمهوری ایرلند است که در پست مهاجم برای وارینگتون ریلاندز بازی می‌کند.